# 渡辺カネ
- 渡辺カネ[2][3]
- 渡辺かね[4][5]
- 渡邊カネ[6]
- 渡邊かね[7]

渡辺 カネ（わたなべ カネ、安政6年4月14日〈1859年5月16日〉 - 1945年〈昭和20年〉12月1日）は、日本の開拓者、教育者。北海道開拓を目的とした団体「晩成社」の一員として、北海道十勝地方・帯広の開墾に従事し、その傍らで私塾を開いて入植者の子どもたちに読み書きを教え、帯広の教育の基礎を築いた。晩成社としての開拓は成功したとはいえないが、開拓に伴ってカネが子どもたちに施した教育は、のちの十勝の住民に受け継がれ、十勝の発展の基盤となった。「帯広教育の母」「女性入植者のさきがけ」「十勝開拓の母」とも呼ばれる。北海道の先住民族であるアイヌたちと親交を深めたことでも知られる。夫は晩成社三幹部の1人である渡辺勝、兄は同じく晩成社三幹部の1人である鈴木銃太郎。

## 経歴

### 少女期
江戸本郷御弓町（のちの東京都文京区本郷真砂町）で、一家の長女として誕生した。父の鈴木親長が上田藩（のちの長野県）に仕えていたために、6歳から上田の城下町で育った。1871年（明治4年）の廃藩置県により上田藩が長野県となったことに伴い、鈴木家は翌1872年（明治5年）11月に、一家を上げて上京した。1874年（明治7年）11月、親長の仕事の都合で横浜の石川町坂上に移転した。
父の親長は文明開化を唱える人物であり、横浜は異人館が立ち並ぶ町、さらに当時は開港から間もない新開地という環境もあって、カネは自由奔放に育った。また横浜への転居当時、親長と兄の銃太郎はキリスト教徒であり、すでに受洗していた。

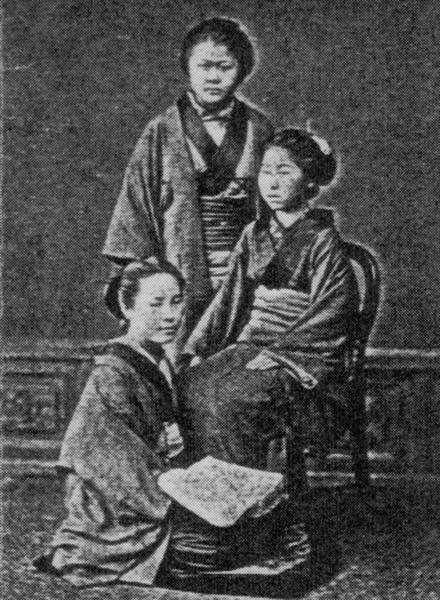
カネ（左）と共立女学校の友人たち（1876年）

翌1875年（明治8年）春、カネは横浜の共立女学校（のちの横浜共立学園）に入学した。翌1876年（明治9年）から寮生となった。この学校は西洋式の学校としては日本最古の学校であり、カネは教養に加えて、西洋風の生活習慣を身につけた。同1876年、共立女学校校長で宣教師でもあるルイーズ・ピアソンの影響により、日本基督公会（のちの日本キリスト教会・横浜海岸教会）で受洗した。
1882年（明治15年）5月、共立女学校の英学部を、第1回生の3人のうちの1人として卒業した。卒業後は学校に留まって、舎監兼教員として勤めた。翌1883年（明治16年）1月には、皇漢学部も卒業した。このときカネは、アメリカに渡りたいと決意していたとの説もある。

### 開拓者の道へ

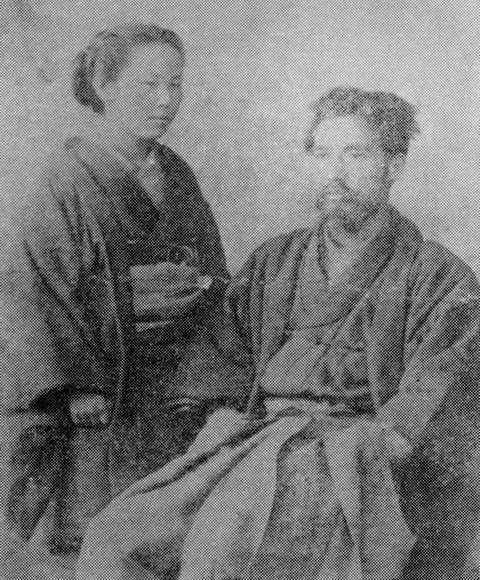
渡辺勝（右）とカネ（左）の結婚写真（1883年）

1882年ごろ、渡辺勝が、開拓者として北海道へ渡ることを理由に結婚話が破談になり、心を痛めていた。晩成社の発起人である依田勉三は彼を案じて、ともに晩成社の事業に着手している鈴木銃太郎に相談したことで、勝とカネの縁談話が持ち上がった。開拓者としての北海道行きを前提とした縁談であり、父の親長がカネに意志を確かめたところ、カネは武家の娘らしく、「お父様のおっしゃる通りにいたします」の一言でそれを受け入れ、結婚とともに開拓者の道を承諾した。
1883年（明治16年）1月5日、依田勉三の媒酌のもと、渡辺勝と結婚した。勝はすでに北海道に渡ることが決定しており、開拓団が横浜港を出発する前日の4月9日夜、横浜の共立女学校で結婚式が行われた。

### 北海道への入植

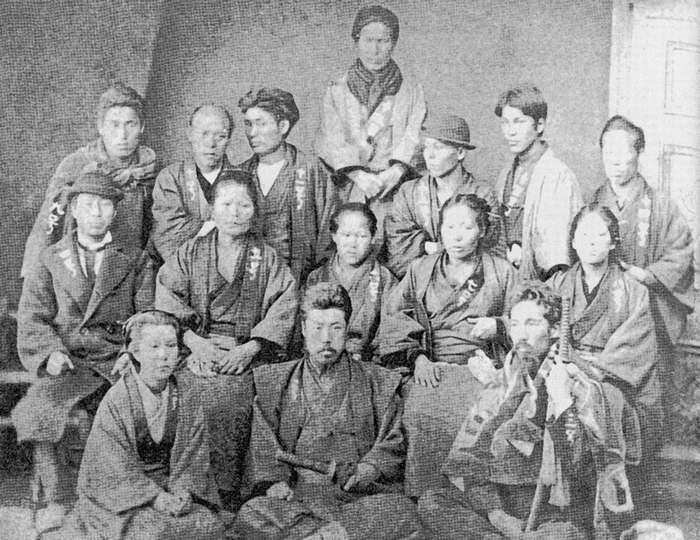
晩成社の一同（1883年）

結婚式翌日の1883年（明治16年）4月10日、勝は開拓団の1人として横浜を発った。カネは姑から移住を許可されなかったことなどで出発が遅れ、5か月後の9月19日、父の親長、依田の末弟の依田文三郎らとともに横浜を発った。北海道の函館に到着後、馬車や蒸気船などを乗り継いで陸路、海、川をわたり、29日後の10月17日、下帯広村（のちの帯広市）に到着した。
十勝は当時の北海道で最奥の地のひとつであり、無人の荒野の開拓の苦労は、言語に絶するものだった。生活は食事や粗末な住宅をはじめ、すべてにおいて窮乏しており、医者も産婆もいなかった。夏には大量のカやブヨに襲われた。イナゴなど虫害に加えて（蝗害#トノサマバッタによる蝗害も参照）、冷害、洪水、風土病、野火などが、次々にカネたちを襲った。後に遺された勝とカネの日記には「霜、雪の如し」「昨夜より甚だ寒し」「炬燵のマワリ及び板囲いの隙間をはる」など、当時の苦労ぶりが記されている。
晩成社の開拓事業がそのようなが困難に瀕したときに、人々を慰め、励ますことも、カネの役目のひとつであった。開拓の苦難に嘆き、時に涙する者がいると、カネは「そんな弱音を吐いちゃだめ」「さぁ、一休みして、皆で歌でも歌いましょう」などと、柔らかく元気づけた。せっかく育てた農作物が虫害で滅び、皆が不満を爆発させても「私は我慢する」「失敗は成功のもと」と言って、自然と戦い続けた。依田たち晩成社三幹部も、女性たちからの文句の対応には苦労し「おかねさん、頼む」とカネを頻繁に頼った。また仲間に衣服を分けたり、体調を崩した者に栄養のある食料を分けたりするなど、皆の生活全般を支えた。
1885年（明治18年）6月、カネは長女を出産直後から、マラリアに苦しめられた。マラリアは移民たち皆を苦しめる病気であったが、カネは幸いにも抗マラリア薬であるキニーネを譲り受けていたために治癒し、さらに多くのマラリア患者を救うことができた。1893年（明治26年）には帯広に医師が着任したが、マラリアが流行すると、多くの患者がカネのもとにキニーネを求めて駆け込むのが常となった。

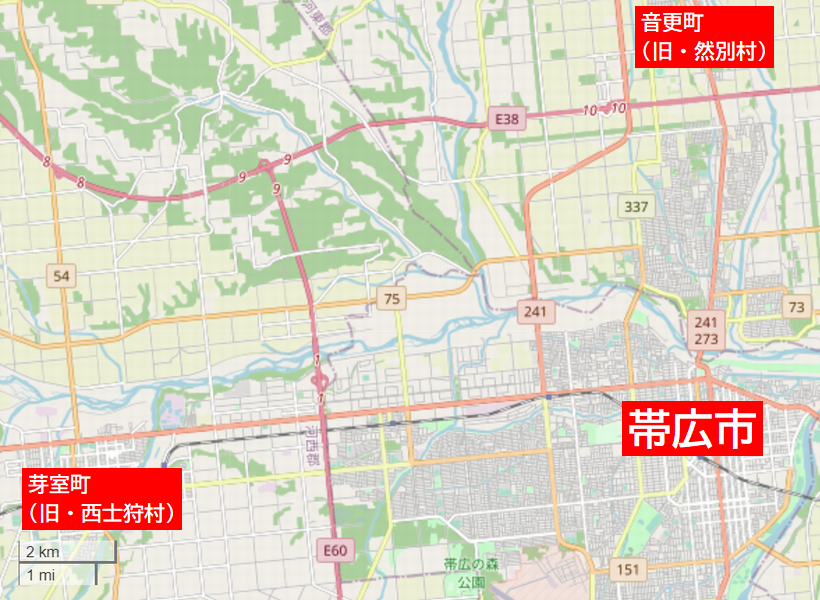
カネたちの開拓地の位置関係（2020年時点の地図をもとに）

依田勉三の妻リクはカネよりも年下であり、過酷な開拓にしばしば音を上げて「北海道を去る」と言い出しており、カネはリクが1886年（明治19年）に帯広を去るまで、彼女を助ける役でもあった。同1886年には渡辺勝と鈴木銃太郎がともに、帯広から20キロ離れた西士狩村（のちの芽室町）へ開墾に出向き、晩成社は幹部2人を欠いたことから、なおのことカネが皆を支えなくてはならなかった。

### 帯広での教育
渡辺勝やカネたちとともに北海道へ渡ってきた一団の中には、当時わずか2歳だった子どももいた。子どもたちは親たちとともに未開拓の過酷な生活環境を強いられているうえに、教育を受けることもできずにいた。カネは子どもたちを見かねて、かつて女学校で教鞭をとった経験を活かして勉強を教えることを思い立った。勝もカネの意見に賛成し、移民してきた皆もこれに賛成した。

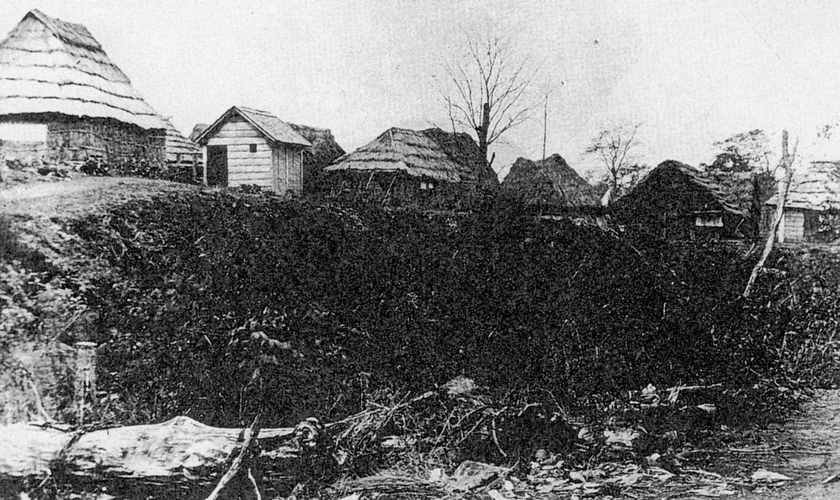
晩成社入植当時の帯広の住居群

帯広に到着した年の10月より、カネは私塾を開き、開拓の余暇を利用して、移民の子どもたちに読み書きを教えた。カネは当時まだ若かったため、子どもたちは大いにはしゃいでカネのもとに集った。私塾の建物は、入植したばかりの開拓者たちが、ヤナギの木皮を水に浸し、にわか作りの縄で結んで作り上げた粗末な掘っ建て小屋であったが、カネが優しく教える声、子どもたちの明るい声が、いつも朗らかに響いていた。教室はいつも賑やかであり、騒いだりよそ見をしたりする子もおり、カネが教えるのは一苦労であった。
北海道の地では、先住民族であるアイヌの子どもたちが、髪も荒れ放題で裸足で走り回っていた。勝とカネは、キリスト教徒としての信仰心の深さから、アイヌを自分たちと同じ人間と考えて、アイヌの子どもたちにも勉強を教えた。アイヌの子どもたちはすっかりカネに懐き、カネに甘えて離れようとしない子どももいたほどだった。人々はこのカネの教育に感謝して、カネを母親のように慕った。
またカネは、夫の勝とともに週に1度、キリスト教の集会を自宅で開いて、聖書の輪読なども行った。宣教師たちも頻繁にその場を訪れており、その中にはアメリカ人宣教師であるピアソン夫妻の姿もあった。夫妻は帰国後も、カネを励ます手紙を送っていた。本州からの伝道師も受け入れた。のちの講演では、日曜ごとに時間を設けて、聖書の研究をしていたとも語っていた。
こうしたカネの教育は、1894年（明治27年）に帯広市街の寺の説教所に寺小屋が併設されるまで、約10年間続けられた。これが帯広の教育の始まりとなった。また、こうしてカネのもとで勉強に励む子どもたちの存在は、勝たち開拓者たちにとっても「子どもたちのために開拓に勤しまなければならない」と、開拓への励みにつながった。

### アイヌとの交流
先述のキニーネのように用意のいいカネであったが、衣服には苦労をしていた。使いの者を船で送り出せば、往復3日ほどで服の購入が可能であったが、船を出すほどの余裕はなく、当時は物価も非常に高かったのである。
カネは服など身の回りのものを、現地で調達することにした。渡辺家はアイヌと親しくなっていたことから、アイヌがカネたちの力となった。アイヌの女性は、アイヌの織物であるアットゥシを、1枚につき縫い針3本で交換してくれた。このアットゥシが、カネの野良着であった。脚はショウブの茎を乾かして作った草履や草鞋を履くこともあったが、多くの場合は裸足であった。
こうしてカネはアイヌと協力し合い、交流を深めた。アイヌ住民の相談相手にもなった。当時の和人はアイヌの地位を低く見ていたため、アイヌと和人の折り合いはよくなかったが、勝とカネはアイヌに対して対等に接していたため、アイヌたちは勝を「ニシパ」（「親方」の意）と呼んで親しみ、勝とカネの家に入り浸って交友を楽しんだ。カネの孫は、カネはアイヌ語を相当に話すことができたと証言している。
アイヌと同様の身なりをするカネは、次第にアイヌに溶け込んでいった。多くの調査員、測量技師、旅行者らが渡辺家を北海道への足がかりとしたが、その1人である北海道庁の技手の内田瀞が1888年（明治21年）に家を訪れた際は、内田はアットゥシ姿のカネをアイヌの女性と見誤るほどであった。またカネの幼い娘たちは、アイヌの古老たちに家族のように懐くにもかかわらず、洋服姿の内田には警戒して、懐くことがなかったいう逸話もある。

### 然別への転居
入植から10年後の1893年（明治26年）、帯広は市街予定地の区画割にまで発展し、徐々に生活環境が改善されていた。しかし勝は、畑の成績が一向に上がらないことから、畑仕事に見切りをつけ、牧場経営に転換すべく、然別村（のちの音更町）へ転居した。カネは10年かけて開拓した帯広の地を離れ、新たな地での再出発を余儀なくされた。カネの苦労は依然として、減ることはなかった。
然別では、事業はしばらくの間は順調で、生活も安定していたかのようだった。勝は牧場経営に熱心に取り組み、やがて村の総代に選ばれ、第1期音更村村会議員に当選するほど、村民たちからの信頼を得ていた。しかし勝は次第に酒を煽るようになり、家庭を顧みず、カネにも辛くあたった。これは、頼みの綱であった牧場経営は、収入に対して支出が2倍以上という赤字続きであったことや、後から然別に入植したほかの者が、さほど苦労もなく収入を得ていたことで、勝の不満が募ったためと見られている。
勝にかわり、家庭でのすべての負担はカネの肩にかかった。カネは家計のやりくり、二男四女の養育、世間との交際のすべてを、勝に代わってこなした。特に家計のやりくりは困難を極め、トウモロコシの粥が主食であった。子どもたちの養育のためにニワトリを飼い、卵を売って学費にあてたこともあった。このために勝とカネの子たちは、1人残らず「お母さん子」であった。

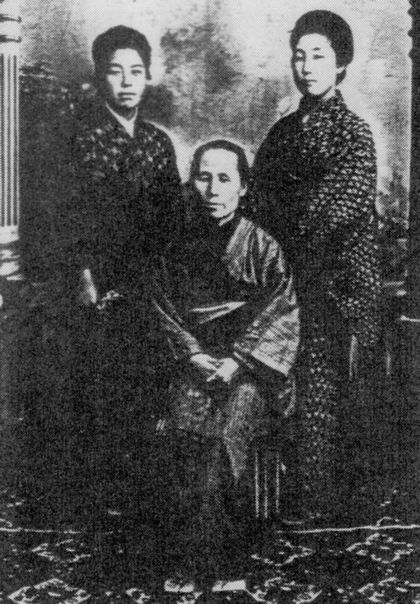
カネ（中央）と娘2人（1907年）

1921年（大正10年）10月、勝は脳出血により倒れ、翌1922年（大正11年）に死去した。カネは夫の最期を看取ったあとに、然別を離れて帯広に戻った。

### 晩年
1932年（昭和7年）末、晩成社が解放された。カネの子のうち、息子2人がカネに先立って死去しており、カネに遺された仕事は、孫の養育であった。晩年のカネは孫の成長を見守りつつ、特に恵まれてはいないものの、平穏な日々を過ごした。1933年（昭和8年）には帯広が市政制定され、北海度の開拓の苦難はもはや、遠い過去の話となっていた。
カネは学校や団体などから招待されて、入植時の体験の語りを依頼されることもあった。そのような場でもカネは、これといった自慢話はせず、むしろ謙遜して、自分の体験をありのままに淡々と述べるだけであった。
同1933年に、カネは自分自身を枯れた株にたとえて、「十勝野の 枯れ株に咲く リリの花」と俳句を読んだ。「リリ」とはスズランのことであり、死んでしまった枯れ株に命を燃やす花、厳しくても凛として咲く花を歌ったものと見られている。
開拓の体験談を求めて、渡辺家を訪れる者も多かった。その中には、小説家の林芙美子の姿もあった。しかし林の作品には、カネの名は一切登場しない。カネがあまりに立派すぎて林の興味をひかなかったため、または、カネの体験は開拓の苦痛や困難のみだったために林を刺激するようなロマンがなかったため、40歳以上の世代差により出自や人生観、倫理観や宗教観が異なっていたためなどの説がある。
1936年（昭和11年）には、昭和天皇の北海道行幸にあたって、カネは帯広の開拓者、晩成社幹部の唯一の生存者として、特別奉拝を許された。かつて依田勉三が入植当時に「ここに天皇陛下をお迎えしてみせる」と豪語していたことから、カネはその感涙をただちに、依田勉三、勝、銃太郎の墓前に報告した。
翌1937年（昭和12年）には、地元の郷土史家のインタビューに対して、自分たちを先の「花咲じいさん」の犬に例えて、こう述べた。
同様に、開拓が自分たち1代で成り立たなかったと話していた内容が、後年の依田勉三の評伝に記録されている。
のちに長女とともに北見市や東京都下原町田に移り住んだが、1945年（昭和20年）には戦火を逃れて北海道へ戻った。太平洋戦争期には、カネもほかの家々同様に戦時下の苦難に遭ったが、武家の娘としての心構え、鍛え抜いた信仰心により、決して取り乱すことはなかった。
終戦後は、英語の教えを乞う者、英語の公文書の翻訳を依頼する者が、カネを「おカネ婆さん」と呼び慕い、訪ねて来た。カネは少女時代から愛用している英和辞典を用いて、明快に答えた。明治時代の女書生の面影は終生、失われることはなかった。
終戦直後の同1945年12月1日、初めて入植した帯広の自宅で、孫たちに看取られながら、86歳で死去した。墓碑は当初は然別にあったが、のちに音更町の音更霊園に、夫の勝とともに改葬された。

## 没後
帯広市内の渡辺家の庭には、北海道の原生林の生き残りであるカシワの巨木2本が残されており、カネの孫が「勝の樹」「カネの樹」と命名した。勝とカネの夫妻の慰霊のため、年に一度の催事が執り行われた。
カネたちの入植から100年目にあたる1982年（昭和57年）5月、カネの孫の渡辺洪（後述）たちにより、帯広市内に史跡標示板「渡辺勝・カネ入植の地」が建立された。この表示板に隣接して、記念碑「『渡辺勝 カネ 入植の地』の碑」も建てられている。
1996年（平成8年）、横浜の共立女学校でカネを教えていた加藤重の著により、評伝『凛として生きる』が発行された。私家版ではあるが、キリスト教的側面からカネの生涯を照射した、カネの初の本格的伝記と評される書である。1999年（平成11年）には北海道新聞紙上の連載記事で、この『凛として生きる』を参考資料としたカネの生涯が紹介された際には、同書について多くの問い合わせがあり、反響を受けたことで同書の再販に至った。
帯広百年記念館には、カネが帯広で綴った5冊の日記が保管されている。晩成社の開拓を生活者としての視点から記録したもので、料理をはじめ、日々の出来事、生活ぶり、訪問者などが事細かに記録されている。当時の開拓者たちの生活の様子を把握できる、貴重な資料である。同館の学芸員も、その丁寧さと情報量の多さに舌を巻くほどである。
またカネたちの当時の風景を示す資料として、1890年（明治23年）7月、アイヌ民族の調査の途中で渡辺家に滞在したイギリス人画家のヘンリー・サーヴィジ・ランドーが、渡辺家を描いてカネたちへ贈った油絵が、十勝最古の油絵、帯広の開拓の初期の民家を忠実に写生した絵として、帯広市指定文化財に指定されており、同館に所蔵されている。
カネの孫である渡辺洪（わたなべ ひろし、1927年〈昭和2年〉 - 1997年〈平成9年〉）は、カネたちの開拓資料が散逸すること、家族らに渡辺家の資料を守る者もいないことを憂慮して、自宅裏の建物を改造して私設資料館「渡辺勝・カネ開拓資料室」を設立した。カネの人物像についても、いくつか重要な証言を遺している。また洪は郷土史家としての活動に加えて、中城ふみ子や時田則雄といった多くの歌人を輩出してきた短歌雑誌『辛夷（こぶし）』の顧問としても知られている。
2018年（平成30年）12月には、北海道十勝郡浦幌町の浦幌町立博物館で、カネが横浜で入手した英語と日本語の聖書や、先述のピアソン夫妻のジョージ・ピアソンから贈られたクリスマスカードなどの未公開資料が初めて公開された。それまであまり顧みられることのなかった十勝開拓におけるキリスト教徒の足跡を示す資料として、詳細な研究が待たれている。また、カネの人物像の解明はあまり進んでいないことや、カネの宗教観が晩成社の開拓の側面を知るうえでの研究課題になり得るとの意味でも、さらなる研究が期待されている。
翌2019年（令和元年）には、国指定重要文化財である帯広市の旧双葉幼稚園舎の一般開放に合わせて、カネの生誕160周年記念の有料コンサートが開催された。
音更町では、2021年（令和3年）から2023年（令和5年）にかけて、音更町生涯学習センターの郷土資料室の改装が行われ、音更で暮らした人物として、カネの生い立ちに関する大型展示が設けられた。

## 年譜
- 1859年（安政6年）4月14日 - 江戸本郷御弓町に誕生、のちに上田へ移転[12]
- 1872年（明治5年）11月 - 東京府駒込東欠町に移転[12]
- 1874年（明治7年）11月 - 横浜の石川町坂上に移転[12]
- 1875年（明治8年）春 - 横浜の共立女学校に入学[12]
- 1876年（明治9年） - 共立女学校の寮生となる[12]
- 1876年（明治9年） - 受洗[17]
- 1882年（明治15年）5月 - 共立女学校の英学部を卒業、舎監兼教員として勤務[19]
- 1883年（明治16年）1月 - 共立女学校の皇漢学部を卒業[19]、渡辺勝と結婚[19]
- 1883年（明治16年[注 10]）9月19日 - 横浜から北海道へ出発[19]
- 1883年（明治16年）10月17日 - 北海道下帯広村に到着、開拓と子供たちの教育に取り組む[30]
- 1893年（明治26年） - 然別村へ転居[42]
- 1922年（大正11年） - 勝が死去[42]、のちに帯広に戻る[41]
- 1936年（昭和11年） - 昭和天皇の北海道行幸にあたり、特別奉拝を許される[60]
- 1945年（昭和20年） - 北見市や東京都下原町田の転居を経て、帯広に戻る[26]
- 1945年（昭和20年）12月1日 - 帯広の自宅で死去[13]

## 人物
カネが北海道行きを決断した当時は、文明開化の風潮が強く、横浜の共立女学校で高い教養を身につけた女性は、外交官や貿易商のもとに嫁ぐことが多かった。カネがそのような立場であったにもかかわらず、北海道開拓者という地味で辛い道を選んだ理由は、明らかになっていない。

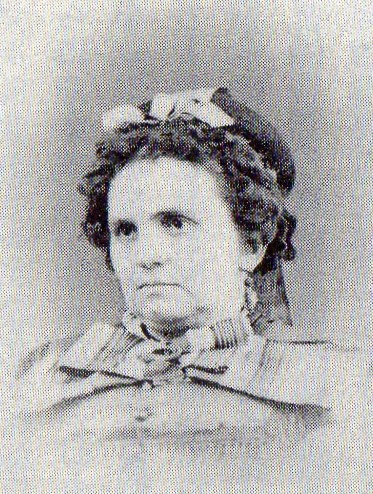
ルイーズ・ピアソン

ひとつの可能性として考えられているのは、先述の共立女学校のルイーズ・ピアソン校長からの影響である。カネはピアソンを特に敬愛しており、郷里を離れた地で、さまざまな圧力に遭いながらもキリスト教の教えを説く、いわばキリスト教の開拓者といえるピアソンの姿に、影響を受けたとの考えである。カネの遺した日記（後述）によれば、ピアソンは「火の玉のような信仰心の持ち主」「困っている人がいれば、自分のバター代を削ってでも助けた」とあり、カネはそうしたピアソンの姿に、開拓者としての自分を重ね合わせたとする見方もある。先述の加藤重ものちに、「カネはピアソンとの出逢いがなければ、北海道行きに同意することはなかった」と語っている。カネの北海道行きが迫ったころ、ピアソンはカネを校長室に呼び、自分が夫と子供4人と死別し、老いた母の反対を振り切って日本へ渡ったことを打ち明けて、「あなたもできる限りのことをしなさい」と、カネのために祈ったという。
また、カネの肉親である銃太郎が、この結婚話の以前より、依田勉三や渡辺勝らとともに晩成社の事業に着手していたことや、父の親長が数年前から「破産士族移住の説」（破産した士族が北海道に移住して再び財産を築こうという説）を唱えていたことから、カネがそれに同調したとも見られている。
そのほか、当時の日本はまだ国外への偏見や男尊女卑の考えが根強く、カネは異人館のある町の住人という理由だけで謂れのない迫害を受けていたことから、本土に見切りをつけ、北海道に新天地を求めたとの説や、勝もカネと同様に敬虔なキリスト教徒だったためとの説、カネは女学校卒業後に渡米の夢を抱いており、その夢を未開の地である北海道に託したなどの説もある。
帯広アイヌ協会で会長を務めた笹村二朗は、アイヌが移民から物をもらったという話をカネ以外に聞いたことがないと言い、「カネは人間味がある人だったのでしょう」と語っている。勝とカネの遺した日記には、渡辺家にアイヌが訪れて酒を飲み明かしたとの記述が多数あり、アイヌたちにとって勝とカネの家が憩いの場であったことがうかがえる。このようなカネのアイヌ観は、共立女学校時代に混血児との接触が多く、混血児たちが「合いの子」と差別されていたことや、カネ自身もキリスト教徒として差別を受けたことでの影響であり、さらに恩師であるピアソン校長のキリスト教教育によって育まれたものとも見られている。
先述のサーヴィジ・ランドーも、開拓者でありながら教養とキリスト教精神に富んだカネを「身なりといい、物腰といい、日本の上流階級に属する人達と寸分違わぬ洗練された様子」と評しており、文献で以下のように書き遺した（『美しい婦人』がカネ、『老人』は父の親長、『若い男』は夫の勝のこと）。
ランドーの後に、郷土歴史家である若林功が1912年（大正元年）8月にカネのもとを訪ねたときも、「腰は曲がって年は感じさせたが、色白く如何にも上品で若かりし頃の容姿を偲ばせる美貌さがあった」という。1935年（昭和10年）に十勝毎日新聞社での座談会にカネが出席した際にも、聴力は弱っていたものの、「77歳とは思われぬ艶やかな血色」と記録されている。帯広市立帯広小学校の百周年記念誌にも、カネは「教育者として、開拓者、主婦としても、十勝の原野に咲いた一輪の花であった」とある。
身内による人物評ではあるが、カネの孫も「決して弱音を吐かない人だった」と語っており、夫の勝の姪孫（勝の妹の子）の妻は、結婚してカネのもとへ挨拶にあがったときの感想を「本当に上品なお婆ちゃんでした」と語っている。
晩成社の解放後、カネたちが開拓した土地は、開拓事業の失敗もあって他者の手に渡っており、そのことを「残念だね」という者もいたが、カネは「元来人の好む土地にするのが目的であったのだから、これでも大満足です。何年たっても人の欲しがる土地にならなかったとしたら、それこそ残念です」と答えた。また大成した旧友から、北海道行きを失敗とからかわれても「世の為、人の為になったのだから、失敗でもなくまた残念でもありません」と返した。これらの言葉から、カネの人柄の気高さ、大らかさを評価する声もある。

## 評価

### 開拓者として
歴史学者の高倉新一郎は、北海道開拓において大きな役割を果たした女性の1人としてカネを挙げており、宗教家・作家の池田大作も、自然豊かな北海道を育んだ、忍耐強く慈愛に満ちた女性の1人として、カネの名を挙げている。
晩成社開拓団の第1期移民30人のうち、精神的にもっとも強かった人物はカネだったとの評価もある。晩成社の中では、渡辺勝や鈴木銃太郎が日本大百科全書や北海道大百科事典などの百科事典では取り上げられない一方で、カネは依田勉三とともに、『開拓功労者集録』などのような官製の出版物や、啓蒙書、児童書にも肩を並べて記載されている。作家の乃南アサも、晩成社の開拓を題材とした小説『チーム・オベリベリ』の執筆にあたり、依田勉三や鈴木銃太郎の活躍は、その陰に女があればこそと考えて、主人公をカネにしたと述べている。
相次いで神道などに転宗した夫の渡辺勝や兄の鈴木銃太郎に対し、カネは「開拓事業をやれたのは八割方神の力です」と後年に述懐しているように、キリスト教への信仰を生涯捨てることはなかった。聖書も常に手元に置き、終生、捨てることはなかった、英和辞典も手放すことはなかった。『帯広市史』においても、勝や銃太郎が、思想の転機があり、人間として時に迷いを見せていた一方で、カネは異常なまでに一筋に道を歩き通し、取り乱した形跡の見られない点が評価されている。

### 教育者として
カネが身に着けていた教養のうち、横浜の共立女学校で学んだ英語は、女性宣教師から教えを受けた本格的なものであり、先述のピアソン校長も自ら英文学をカネに教えていた。カネが近所の中学生らに英語について相談されれば、常に持ち歩いていた辞書を用いて、難しい英文も即座に訳していた。
サーヴィジ・ランドーは渡辺家を訪れた際に、アイヌ女性と見まがうカネが流暢な英語を話す姿に非常に驚きを見せていた。ランドーがカネのもとに3日間にわたって滞在するうちに、カネはランドーの名のサーヴィジ（Savage）から「名前はSavage（野蛮人）でも、あなたはCivilized Gentlemen（文明人）ですね」と言って笑うなど、ジョークを交えた会話を交わすほどだった。
カネが帯広の子どもたちへ施した教育について、十勝地方の歴史を講演会などで伝える、とかち史談会の顧問の嶺野侑は「開拓事業は成功しなかったが、カネは帯広の教育の基礎を築いた」「カネはむしろ教育の開拓者であったと言えるだろう」と語っている。

## 関連作品
- 『新しい風 若き日の依田勉三』（2003年）
  - 松山善三による小説『依田勉三の生涯』を原作とした映画。渡辺カネ役を岩崎ひろみが演じている[88]。

- 『晩成社と女たち』
  - 北海道の特定非営利活動法人・劇団ほうき座による作品。渡辺カネ、依田勉三の妻リク、鈴木銃太郎の妻の常磐の3人を、開拓者たちを支えた女性として、音楽や紙芝居で描く[16]。

- 『チーム・オベリベリ』（2020年6月）
  - 乃南アサによる小説。原著は雑誌『群像』の連載[89]。晩成社の帯広開拓をもとにしたフィクション作品であり[79][90]、カネを主人公としている[89]。